# Decaschistia rufa
Decaschistia rufa là một loài thực vật có hoa trong họ Cẩm quỳ. Loài này được Craib mô tả khoa học đầu tiên năm 1912.